# García I. (León)

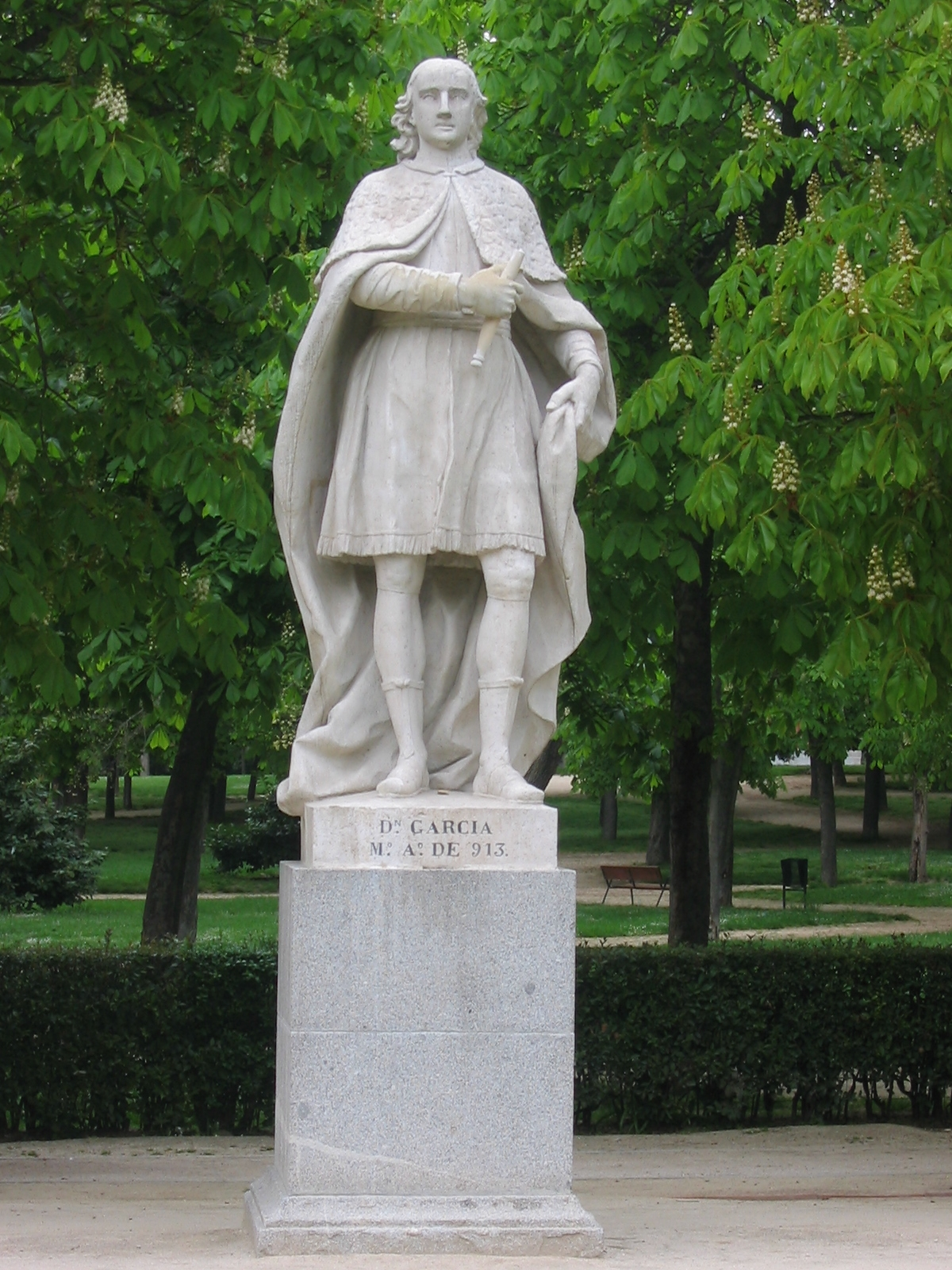
Statue von García I. im Retiro-Park in Madrid

García I. (* um 871; † 914 in Zamora) war von 910 bis 914 der erste König des mittelalterlichen Königreichs León.
Er war der Sohn von Alfons III., dem Großen von Asturien und dessen Frau Jimena von Pamplona, Tochter von König García I. Íñiguez von Pamplona/Navarra. García heiratete Munia, eine Tochter des kastilischen Grafen Nuño Fernández, der 910 García und seine beiden Brüder Fruela und Ordoño bei einem Aufstand gegen den eigenen Vater, der zu dessen Sturz führte, unterstützte.
Nach dem Sturz Alfons III. teilten seine Kinder das Königreich Asturien. García erhielt León, Ordoño II. Galicien und Fruela II. Asturien. Sowohl Ordoño II. als auch Fruela wurden später auch Könige von León. Nachdem die Hauptstadt nach León verlegt worden war, entstand das Königreich León, und Asturien erkannte den Vorrang Leóns an. Nach Garcías Tod 914 wurde, da er keine Nachkommen gezeugt hatte, sein Bruder Ordoño II. zum König von León proklamiert.